# Scaphoideus ornatus
Scaphoideus ornatus är en insektsart som beskrevs av Melichar 1903. Scaphoideus ornatus ingår i släktet Scaphoideus och familjen dvärgstritar. Inga underarter finns listade i Catalogue of Life.